# 中華台北男子籃球代表隊參賽名單與比賽結果 (1980年代至1990年代)

## 1980年代
1985年亞洲錦標賽（吉隆坡）第6名
- 教練團：劉俊卿
- 選手：林正明、李曾豪、鍾枝萌、張偉力、許東慶、陳煥成、徐經鉞、陳日興、李志強、程嘉寶、昝家驤、曾增球

| 1985年12月29日 | 中華臺北        | 108–75          | 香港            |  |
| :（GMT）       | 半場分數： –、– | 半場分數： –、– | 半場分數： –、– |  |
|                |                 | 賽後數據        |                 |  |

| 1985年12月30日 | 中華臺北        | 107–68          | 新加坡          |  |
| :（GMT）       | 半場分數： –、– | 半場分數： –、– | 半場分數： –、– |  |
|                |                 | 賽後數據        |                 |  |

| 1985年12月31日 | 中華臺北        | 80–89           |                 |  |
| :（GMT）       | 半場分數： –、– | 半場分數： –、– | 半場分數： –、– |  |
|                |                 | 賽後數據        |                 |  |

| 1986年1月2日 | 中華臺北        | 97–69           | 伊朗            |  |
| :（GMT）     | 半場分數： –、– | 半場分數： –、– | 半場分數： –、– |  |
|              |                 | 賽後數據        |                 |  |

| 1986年1月3日 | 中華臺北        | 100–71          | 泰國            |  |
| :（GMT）     | 半場分數： –、– | 半場分數： –、– | 半場分數： –、– |  |
|              |                 | 賽後數據        |                 |  |

| 1986年1月5日 | 中華臺北        | 72–79           | 日本            |  |
| :（GMT）     | 半場分數： –、– | 半場分數： –、– | 半場分數： –、– |  |
|              |                 | 賽後數據        |                 |  |

1987年亞洲錦標賽（曼谷）第5名
- 教練團：陳祖烈
- 選手：李雲光、周海容、朱志清、賴良忠、許東慶、張嗣漢、鄭志龍、林正明、李志強、程嘉寶、昝家驤、曾增球

| 1987年11月15日 | 中華臺北                | 114–77                  | 新加坡                  |  |
| 19:00（GMT+7） | 半場分數： 56–35、58–42 | 半場分數： 56–35、58–42 | 半場分數： 56–35、58–42 |  |
|                |                         | 賽後數據（Todor66）     |                         |  |

| 1987年11月16日 | 中華臺北                | 73–85                   | 中國                    |  |
| 16:00（GMT+7） | 半場分數： 39–37、34–48 | 半場分數： 39–37、34–48 | 半場分數： 39–37、34–48 |  |
|                |                         | 賽後數據（Todor66）     |                         |  |

| 1987年11月18日 | 中華臺北                | 100–77                  | 伊拉克                  |  |
| 17:30（GMT+7） | 半場分數： 43–38、57–39 | 半場分數： 43–38、57–39 | 半場分數： 43–38、57–39 |  |
|                |                         | 賽後數據（Todor66）     |                         |  |

| 1987年11月21日 | 中華臺北                | 92–67                   | 印度                    |  |
| 16:00（GMT+7） | 半場分數： 33–42、59–25 | 半場分數： 33–42、59–25 | 半場分數： 33–42、59–25 |  |
|                |                         | 賽後數據（Todor66）     |                         |  |

| 1987年11月22日 | 中華臺北                | 81–98                   |                         |  |
| 19:00（GMT+7） | 半場分數： 39–51、42–47 | 半場分數： 39–51、42–47 | 半場分數： 39–51、42–47 |  |
|                |                         | 賽後數據（Todor66）     |                         |  |

| 1987年11月23日 | 中華臺北                | 69–81                   | 日本                    |  |
| 16:00（GMT+7） | 半場分數： 24–34、45–47 | 半場分數： 24–34、45–47 | 半場分數： 24–34、45–47 |  |
|                |                         | 賽後數據（Todor66）     |                         |  |

| 1987年11月24日 | 中華臺北                | 89–76                   | 泰國                    |  |
| 16:00（GMT+7） | 半場分數： 47–46、42–30 | 半場分數： 47–46、42–30 | 半場分數： 47–46、42–30 |  |
|                |                         | 賽後數據（Todor66）     |                         |  |

| 1987年11月26日 | 中華臺北                | 79–59                   | 印度                    |  |
| 19:00（GMT+7） | 半場分數： 49–26、33–30 | 半場分數： 49–26、33–30 | 半場分數： 49–26、33–30 |  |
|                |                         | 賽後數據（Todor66）     |                         |  |

1989年亞洲錦標賽（北京）第3名
- 教練團：劉俊卿
- 選手：許東慶、周俊三、周海容、朱志清、東方介德、鄭志龍、劉繼舉、徐莆貴、邱宗志、李志強、李雲光、徐志泰、曾增球

| 1989年9月16日 | 中華臺北                | 113–70                  | 香港                    |  |
| :（GMT+8）    | 半場分數： 56–30、57–40 | 半場分數： 56–30、57–40 | 半場分數： 56–30、57–40 |  |
|               |                         | 賽後數據（Todor66）     |                         |  |

| 1989年9月17日 | 中華臺北                | 135–61                  |                         |  |
| :（GMT+8）    | 半場分數： 68–32、67–29 | 半場分數： 68–32、67–29 | 半場分數： 68–32、67–29 |  |
|               |                         | 賽後數據（Todor66）     |                         |  |

| 1989年9月19日  | 中華臺北                | 97–74                   | 菲律賓                  |  |
| 20:45（GMT+8） | 半場分數： 57–42、40–32 | 半場分數： 57–42、40–32 | 半場分數： 57–42、40–32 |  |
|                |                         | 賽後數據（Todor66）     |                         |  |

| 1989年9月20日 | 中華臺北                | 92–88                   | 沙烏地阿拉伯            |  |
| :（GMT+8）    | 半場分數： 51–55、41–33 | 半場分數： 51–55、41–33 | 半場分數： 51–55、41–33 |  |
|               |                         | 賽後數據（Todor66）     |                         |  |

| 1989年9月21日 | 中華臺北                | 95–73                   | 印度                    |  |
| :（GMT+8）    | 半場分數： 50–35、45–38 | 半場分數： 50–35、45–38 | 半場分數： 50–35、45–38 |  |
|               |                         | 賽後數據（Todor66）     |                         |  |

| 1989年9月22日 | 中華臺北                | 91–112                  |                         |  |
| :（GMT+8）    | 半場分數： 41–58、50–51 | 半場分數： 41–58、50–51 | 半場分數： 41–58、50–51 |  |
|               |                         | 賽後數據（Todor66）     |                         |  |

| 1989年9月23日 | 中華臺北                | 67–92                   | 中國                    |  |
| :（GMT+8）    | 半場分數： 33–55、34–37 | 半場分數： 33–55、34–37 | 半場分數： 33–55、34–37 |  |
|               |                         | 賽後數據（Todor66）     |                         |  |

| 1989年9月24日 | 中華臺北                | 69–58                   | 日本                    |  |
| :（GMT+8）    | 半場分數： 33–31、36–27 | 半場分數： 33–31、36–27 | 半場分數： 33–31、36–27 |  |
|               |                         | 賽後數據（Todor66）     |                         |  |

## 1990年代
1990年亞洲運動會（北京）第5名
- 教練團：劉俊卿、古吉雄[1]
- 選手：周俊三、周海容、朱志清、東方介德、邱宗志、王耘寰、李志強、鄭志龍、曾增球、蔡福財、白明禮、陳忠強

| 1990年9月28日 | 中華臺北        | 68–60           | 阿联酋          |  |
| :（GMT）      | 半場分數： –、– | 半場分數： –、– | 半場分數： –、– |  |
|               |                 | Todor66         |                 |  |

| 1990年9月30日 | 中華臺北        | 77–66           | 伊朗            |  |
| :（GMT）      | 半場分數： –、– | 半場分數： –、– | 半場分數： –、– |  |
|               |                 | Todor66         |                 |  |

| 1990年10月1日 | 中華臺北        | 84–87           |                 |  |
| :（GMT）      | 半場分數： –、– | 半場分數： –、– | 半場分數： –、– |  |
|               |                 | Todor66         |                 |  |

| 1990年10月2日 | 中華臺北        | 62–65           | 日本            |  |
| :（GMT）      | 半場分數： –、– | 半場分數： –、– | 半場分數： –、– |  |
|               |                 | Todor66         |                 |  |

| 1990年10月5日 | 中華臺北        | 105–81          | 阿联酋          |  |
| :（GMT）      | 半場分數： –、– | 半場分數： –、– | 半場分數： –、– |  |
|               |                 | Todor66         |                 |  |

1991年亞洲錦標賽（神戶）第4名
- 教練團：李清棋
- 選手：周俊三、李雲翔、朱志清、陳建勳、蔡福財、黃春雄、鄭志龍、邱宗志、李志強、李雲光、許東慶、曾增球

| 1991年8月24日 | 中華臺北                | 90–68                   |                         |  |
| :（GMT+9）    | 半場分數： 45–34、45–34 | 半場分數： 45–34、45–34 | 半場分數： 45–34、45–34 |  |
|               |                         | 賽後數據（Todor66）     |                         |  |

| 1991年8月25日 | 中華臺北                | 99–62                   | 香港                    |  |
| :（GMT+9）    | 半場分數： 44–29、55–33 | 半場分數： 44–29、55–33 | 半場分數： 44–29、55–33 |  |
|               |                         | 賽後數據（Todor66）     |                         |  |

| 1991年8月26日 | 中華臺北                | 115–99                  | 印度                    |  |
| :（GMT+9）    | 半場分數： 64–43、51–56 | 半場分數： 64–43、51–56 | 半場分數： 64–43、51–56 |  |
|               |                         | 賽後數據（Todor66）     |                         |  |

| 1991年8月27日 | 中華臺北                | 82–68                   | 伊朗                    |  |
| :（GMT+9）    | 半場分數： 41–37、41–31 | 半場分數： 41–37、41–31 | 半場分數： 41–37、41–31 |  |
|               |                         | 賽後數據（Todor66）     |                         |  |

| 1991年8月28日 | 中華臺北                | 73–76                   | 约旦                    |  |
| :（GMT+9）    | 半場分數： 37–35、36–41 | 半場分數： 37–35、36–41 | 半場分數： 37–35、36–41 |  |
|               |                         | 賽後數據（Todor66）     |                         |  |

| 1991年8月30日 | 中華臺北                | 70–90                   | 中國                    |  |
| :（GMT+9）    | 半場分數： 26–47、44–43 | 半場分數： 26–47、44–43 | 半場分數： 26–47、44–43 |  |
|               |                         | 賽後數據（Todor66）     |                         |  |

| 1991年8月31日 | 中華臺北                | 92–93                   |                         |  |
| :（GMT+9）    | 半場分數： 49–40、43–53 | 半場分數： 49–40、43–53 | 半場分數： 49–40、43–53 |  |
|               |                         | 賽後數據（Todor66）     |                         |  |

| 1991年9月1日 | 中華臺北                | 60–63                   | 日本                    |  |
| :（GMT+9）   | 半場分數： 28–26、32–37 | 半場分數： 28–26、32–37 | 半場分數： 28–26、32–37 |  |
|              |                         | 賽後數據（Todor66）     |                         |  |

1993年東亞運動會（上海）第4名
- 教練團：張克佑
- 選手：陳文宗、桑茂森、周俊三、林建平、鄭志龍、黃春雄、羅興樑、朱志清、李雲翔、李雲光、陳建勳、東方介德

| 1993年5月10日  | 中華臺北        | 64–77           |                 |  |
| 16:00（GMT+8） | 半場分數： –、– | 半場分數： –、– | 半場分數： –、– |  |
|                |                 | [ 2 ]           |                 |  |

| 1993年5月11日  | 中華臺北        | 76–50           | 日本            |  |
| 21:15（GMT+8） | 半場分數： –、– | 半場分數： –、– | 半場分數： –、– |  |
|                |                 | [ 3 ]           |                 |  |

| 1993年5月13日 | 中華臺北        | 108–36          | 澳門            |  |
| :（GMT+8）    | 半場分數： –、– | 半場分數： –、– | 半場分數： –、– |  |
|               |                 | [ 4 ]           |                 |  |

| 1993年5月14日  | 中華臺北        | 63–79           | 中國            |  |
| 14:45（GMT+8） | 半場分數： –、– | 半場分數： –、– | 半場分數： –、– |  |
|                |                 | [ 5 ]           |                 |  |

| 1993年5月15日  | 中華臺北        | 75–80           |                 |  |
| 16:30（GMT+8） | 半場分數： –、– | 半場分數： –、– | 半場分數： –、– |  |
|                |                 | [ 6 ]           |                 |  |

| 1993年5月16日 | 中華臺北        | 160–63          | 蒙古国          |  |
| :（GMT+8）    | 半場分數： –、– | 半場分數： –、– | 半場分數： –、– |  |
|               |                 | [ 7 ]           |                 |  |

| 1993年5月17日 | 中華臺北        | 76–93           |                 |  |
| :（GMT+8）    | 半場分數： –、– | 半場分數： –、– | 半場分數： –、– |  |
|               |                 | [ 8 ]           |                 |  |

1993年亞洲錦標賽（雅加達）第5名
- 教練團：張克佑
- 選手：周俊三、林建平、朱志清、陳文宗、朱浩仁、劉義祥、熊仁正、邱宗志、鄭志龍、羅興樑、鍾一鳴、黃春雄

| 1993年11月12日 | 中華臺北                | 76–65                   | 科威特                  |  |
| :（GMT+7）     | 半場分數： 43–40、33–25 | 半場分數： 43–40、33–25 | 半場分數： 43–40、33–25 |  |
|                |                         | 賽後數據（Todor66）     |                         |  |

| 1993年11月13日 | 中華臺北                | 97–72                   | 马来西亚                |  |
| :（GMT+7）     | 半場分數： 51–44、46–28 | 半場分數： 51–44、46–28 | 半場分數： 51–44、46–28 |  |
|                |                         | 賽後數據（Todor66）     |                         |  |

| 1993年11月14日 | 中華臺北                | 117–42                  |                         |  |
| :（GMT+7）     | 半場分數： 62–12、55–30 | 半場分數： 62–12、55–30 | 半場分數： 62–12、55–30 |  |
|                |                         | 賽後數據（Todor66）     |                         |  |

| 1993年11月16日                                                                                                 | 中華臺北        | 11–7                       |                 |  |
| :（GMT+7） | 半場分數： 11–7 | 半場分數： 11–7            | 半場分數： 11–7 |  |
| |                 | 賽後數據 （存檔、Todor66） |                 |  |
| 註：比賽進行時大會認定雙方放水，因此沒收比賽。技術委員會裁定該場比賽由大會沒收，比數仍有效，但不列入積分計算。 |                 |                            |                 |  |

| 1993年11月18日 | 中華臺北                | 67–87                   | 中國                    |  |
| :（GMT+7）     | 半場分數： 35–47、32–40 | 半場分數： 35–47、32–40 | 半場分數： 35–47、32–40 |  |
|                |                         | 賽後數據（Todor66）     |                         |  |

| 1993年11月19日 | 中華臺北                | 72–66                   | 日本                    |  |
| :（GMT+7）     | 半場分數： 50–34、32–22 | 半場分數： 50–34、32–22 | 半場分數： 50–34、32–22 |  |
|                |                         | 賽後數據（Todor66）     |                         |  |

| 1993年11月21日 | 中華臺北                | 75–74                   | 沙烏地阿拉伯            |  |
| :（GMT+7）     | 半場分數： 43–37、32–37 | 半場分數： 43–37、32–37 | 半場分數： 43–37、32–37 |  |
|                |                         | 賽後數據（Todor66）     |                         |  |

1994年亞洲運動會（廣島）第6名
- 教練團：卜樹人、錢一飛、林正明[12]
- 選手：周俊三、林建平、朱志清、羅興樑、蔡福財、李雲翔、東方介德、劉義祥、鄭志龍、李雲光、陳建勳、黃春雄

| 1994年10月4日 | 中華臺北        | 88–89           | 日本            |  |
| :（GMT）      | 半場分數： –、– | 半場分數： –、– | 半場分數： –、– |  |
|               |                 | Todor66         |                 |  |

| 1994年10月6日 | 中華臺北        | 68–92           | 中國            |  |
| :（GMT）      | 半場分數： –、– | 半場分數： –、– | 半場分數： –、– |  |
|               |                 | Todor66         |                 |  |

| 1994年10月7日 | 中華臺北        | 72–82           | 沙烏地阿拉伯    |  |
| :（GMT）      | 半場分數： –、– | 半場分數： –、– | 半場分數： –、– |  |
|               |                 | Todor66         |                 |  |

| 1994年10月12日 | 中華臺北        | 95–90           | 伊朗            |  |
| :（GMT）       | 半場分數： –、– | 半場分數： –、– | 半場分數： –、– |  |
|                |                 | Todor66         |                 |  |

| 1994年10月14日 | 中華臺北        | 66–75           |                 |  |
| :（GMT）       | 半場分數： –、– | 半場分數： –、– | 半場分數： –、– |  |
|                |                 | Todor66         |                 |  |

1995年亞洲錦標賽（漢城）第4名
- 教練團：錢一飛
- 選手：周俊三、林建平、朱志清、邱宗志、蔡福財、羅興樑、東方介德、陳建勳、鄭志龍、李雲光、許東慶、黃春雄

| 1995年6月17日 | 中華臺北               | 96–27                  | 斯里蘭卡               |  |
| :（GMT+9）    | 半場分數： 49–9、47–18 | 半場分數： 49–9、47–18 | 半場分數： 49–9、47–18 |  |
|               |                        | 賽後數據（Todor66）    |                        |  |

| 1995年6月18日 | 中華臺北                | 83–57                   | 香港                    |  |
| :（GMT+9）    | 半場分數： 37–21、46–36 | 半場分數： 37–21、46–36 | 半場分數： 37–21、46–36 |  |
|               |                         | 賽後數據（Todor66）     |                         |  |

| 1995年6月20日 | 中華臺北                | 96–73                   | 马来西亚                |  |
| :（GMT+9）    | 半場分數： 44–39、52–34 | 半場分數： 44–39、52–34 | 半場分數： 44–39、52–34 |  |
|               |                         | 賽後數據（Todor66）     |                         |  |

| 1995年6月21日 | 中華臺北                | 95–69                   | 沙烏地阿拉伯            |  |
| :（GMT+9）    | 半場分數： 47–39、48–30 | 半場分數： 47–39、48–30 | 半場分數： 47–39、48–30 |  |
|               |                         | 賽後數據（Todor66）     |                         |  |

| 1995年6月22日 | 中華臺北                | 83–52                   |                         |  |
| :（GMT+9）    | 半場分數： 45–25、38–27 | 半場分數： 45–25、38–27 | 半場分數： 45–25、38–27 |  |
|               |                         | 賽後數據（Todor66）     |                         |  |

| 1995年6月23日 | 中華臺北                | 67–68                   |                         |  |
| :（GMT+9）    | 半場分數： 34–32、33–36 | 半場分數： 34–32、33–36 | 半場分數： 34–32、33–36 |  |
|               |                         | 賽後數據（Todor66）     |                         |  |

| 1995年6月24日 | 中華臺北                | 63–62                   |                         |  |
| :（GMT+9）    | 半場分數： 33–32、30–30 | 半場分數： 33–32、30–30 | 半場分數： 33–32、30–30 |  |
|               |                         | 賽後數據（Todor66）     |                         |  |

| 1995年6月25日 | 中華臺北                | 42–52                   | 中國                    |  |
| :（GMT+9）    | 半場分數： 19–20、23–32 | 半場分數： 19–20、23–32 | 半場分數： 19–20、23–32 |  |
|               |                         | 賽後數據（Todor66）     |                         |  |

| 1995年6月26日 | 中華臺北                | 63–69                   | 日本                    |  |
| :（GMT+9）    | 半場分數： 31–37、32–32 | 半場分數： 31–37、32–32 | 半場分數： 31–37、32–32 |  |
|               |                         | 賽後數據（Todor66）     |                         |  |

1997年東亞運動會（釜山）第1名
- 教練團：古吉雄、林正明[13]
- 選手：周俊三、顏行書、羅興樑、李雲翔、許智超、朱志清、黃春雄、劉義祥、林建平、鄭志龍、賴國弘、邱宗志

| 1997年5月11日 預賽 | 中華臺北        | 79–47           | 日本            |  |
| 10:00（GMT+9）     | 半場分數： –、– | 半場分數： –、– | 半場分數： –、– |  |
|                    |                 | [ 14 ]          |                 |  |

| 1997年5月12日 預賽 | 中華臺北        | 86–59           | 蒙古国          |  |
| 12:00（GMT+9）     | 半場分數： –、– | 半場分數： –、– | 半場分數： –、– |  |
|                    |                 | [ 15 ]          |                 |  |

| 1997年5月13日 預賽 | 中華臺北        | 62–72           |                 |  |
| 16:00（GMT+9）     | 半場分數： –、– | 半場分數： –、– | 半場分數： –、– |  |
|                    |                 | [ 16 ]          |                 |  |

| 1997年5月14日 預賽 | 中華臺北        | 73–56           | 中國            |  |
| 14:00（GMT+9）     | 半場分數： –、– | 半場分數： –、– | 半場分數： –、– |  |
|                    |                 | [ 17 ]          |                 |  |

| 1997年5月15日 預賽 | 中華臺北        | 92–66           | 關島            |  |
| :（GMT+9）         | 半場分數： –、– | 半場分數： –、– | 半場分數： –、– |  |
|                    |                 | [ 18 ]          |                 |  |

| 1997年5月16日 預賽 | 中華臺北        | 89–75           |                 |  |
| 12:00（GMT+9）     | 半場分數： –、– | 半場分數： –、– | 半場分數： –、– |  |
|                    |                 | [ 19 ]          |                 |  |

| 1997年5月18日 準決賽 | 中華臺北        | 62–54           | 中國            |  |
| 12:00（GMT+9）       | 半場分數： –、– | 半場分數： –、– | 半場分數： –、– |  |
|                      |                 | [ 20 ]          |                 |  |

| 1997年5月19日 金牌戰 | 中華臺北        | 71–70           |                 |  |
| 13:00（GMT+9）       | 半場分數： –、– | 半場分數： –、– | 半場分數： –、– |  |
|                      |                 | [ 21 ]          |                 |  |

1997年亞洲錦標賽（利雅德）第6名
- 教練團：古吉雄
- 選手：顏行書、許智超、林建平、李雲翔、周俊三、羅興樑、鄭志龍、朱志清、朱浩仁、黃春雄、劉義祥、賴國弘

| 1997年9月11日 | 中華臺北                | 75–50                   | 印度尼西亞              |  |
| :（GMT+3）    | 半場分數： 36–24、39–26 | 半場分數： 36–24、39–26 | 半場分數： 36–24、39–26 |  |
|               |                         | 賽後數據（Todor66）     |                         |  |

| 1997年9月12日 | 中華臺北                | 68–60                   | 约旦                    |  |
| :（GMT+3）    | 半場分數： 38–29、30–31 | 半場分數： 38–29、30–31 | 半場分數： 38–29、30–31 |  |
|               |                         | 賽後數據（Todor66）     |                         |  |

| 1997年9月13日 | 中華臺北                | 62–58                   |                         |  |
| :（GMT+3）    | 半場分數： 29–33、33–25 | 半場分數： 29–33、33–25 | 半場分數： 29–33、33–25 |  |
|               |                         | 賽後數據（Todor66）     |                         |  |

| 1997年9月15日 | 中華臺北                | 72–54                   | 伊朗                    |  |
| :（GMT+3）    | 半場分數： 29–19、43–35 | 半場分數： 29–19、43–35 | 半場分數： 29–19、43–35 |  |
|               |                         | 賽後數據（Todor66）     |                         |  |

| 1997年9月16日 | 中華臺北                | 74–85                   | 日本                    |  |
| :（GMT+3）    | 半場分數： 39–42、35–43 | 半場分數： 39–42、35–43 | 半場分數： 39–42、35–43 |  |
|               |                         | 賽後數據（Todor66）     |                         |  |

| 1997年9月17日 | 中華臺北                | 71–96                   |                         |  |
| :（GMT+3）    | 半場分數： 34–53、37–43 | 半場分數： 34–53、37–43 | 半場分數： 34–53、37–43 |  |
|               |                         | 賽後數據（Todor66）     |                         |  |

| 1997年9月19日 | 中華臺北                | 62–78                   | 阿联酋                  |  |
| :（GMT+3）    | 半場分數： 27–35、35–43 | 半場分數： 27–35、35–43 | 半場分數： 27–35、35–43 |  |
|               |                         | 賽後數據（Todor66）     |                         |  |

1998年亞洲運動會（曼谷）第5名
- 教練團：錢一飛、王立彬[22]
- 選手：鄭志龍、桑茂森、周俊三、顏行書、羅興樑、黃春雄、邱宗志、賴國弘、林信華、朱志清、李雲光

| 1998年12月10日 | 中華臺北        | 90–54           | 阿联酋          |  |
| :（GMT）       | 半場分數： –、– | 半場分數： –、– | 半場分數： –、– |  |
|                |                 | Todor66         |                 |  |

| 1998年12月12日 | 中華臺北        | 72–63           | 日本            |  |
| :（GMT）       | 半場分數： –、– | 半場分數： –、– | 半場分數： –、– |  |
|                |                 | Todor66         |                 |  |

| 1998年12月14日 | 中華臺北        | 48–70           |                 |  |
| :（GMT）       | 半場分數： –、– | 半場分數： –、– | 半場分數： –、– |  |
|                |                 | Todor66         |                 |  |

| 1998年12月15日 | 中華臺北        | 86–84（OT）     | 伊朗            |  |
| :（GMT）       | 半場分數： –、– | 半場分數： –、– | 半場分數： –、– |  |
|                |                 | Todor66         |                 |  |

| 1998年12月16日 | 中華臺北        | 59–99           | 中國            |  |
| :（GMT）       | 半場分數： –、– | 半場分數： –、– | 半場分數： –、– |  |
|                |                 | Todor66         |                 |  |

| 1998年12月17日 | 中華臺北        | 88–53           | 泰國            |  |
| :（GMT）       | 半場分數： –、– | 半場分數： –、– | 半場分數： –、– |  |
|                |                 | Todor66         |                 |  |

1999年亞洲錦標賽（福岡）第4名
- 教練團：錢一飛
- 選手：朱志清、黃春雄、劉義祥、周泓諭、鄭志龍、羅興樑、顏行書、許智超、邱啟益、周俊三、陳志忠、陳信安

| 1999年8月28日  | 中華臺北                | 90–82                   |                         |                      |  |
| 17:00（GMT+9） | 半場分數： 41–35、49–47 | 半場分數： 41–35、49–47 | 半場分數： 41–35、49–47 |                      |  |
|                |                         | 賽後數據（Todor66）     |                         | 場館：福岡市民體育館 |  |

| 1999年8月29日  | 中華臺北                | 92–78                   | 沙烏地阿拉伯            |                    |  |
| 19:00（GMT+9） | 半場分數： 50–36、42–42 | 半場分數： 50–36、42–42 | 半場分數： 50–36、42–42 |                    |  |
|                |                         | 賽後數據（Todor66）     |                         | 場館：福岡國際中心 |  |

| 1999年8月30日  | 中華臺北                | 68–59                   |                         |                    |  |
| 19:00（GMT+9） | 半場分數： 39–24、29–35 | 半場分數： 39–24、29–35 | 半場分數： 39–24、29–35 |                    |  |
|                |                         | 賽後數據（Todor66）     |                         | 場館：福岡國際中心 |  |

| 1999年8月31日  | 中華臺北                | 54–61                   |                         |                    |  |
| 19:00（GMT+9） | 半場分數： 20–34、34–27 | 半場分數： 20–34、34–27 | 半場分數： 20–34、34–27 |                    |  |
|                |                         | 賽後數據（Todor66）     |                         | 場館：福岡國際中心 |  |

| 1999年9月1日   | 中華臺北                | 89–81                   | 叙利亚                  |                    |  |
| 19:00（GMT+9） | 半場分數： 39–37、50–44 | 半場分數： 39–37、50–44 | 半場分數： 39–37、50–44 |                    |  |
|                |                         | 賽後數據（Todor66）     |                         | 場館：福岡國際中心 |  |

| 1999年9月2日   | 中華臺北                | 77–68                   | 日本                    |                    |  |
| 17:00（GMT+9） | 半場分數： 36–37、41–31 | 半場分數： 36–37、41–31 | 半場分數： 36–37、41–31 |                    |  |
|                |                         | 賽後數據（Todor66）     |                         | 場館：福岡國際中心 |  |

| 1999年9月4日   | 中華臺北                | 51–105                  | 中國                    |                    |  |
| 16:00（GMT+9） | 半場分數： 23–55、28–50 | 半場分數： 23–55、28–50 | 半場分數： 23–55、28–50 |                    |  |
|                |                         | 賽後數據（Todor66）     |                         | 場館：福岡國際中心 |  |

| 1999年9月5日   | 中華臺北                | 67–93                   | 沙烏地阿拉伯            |                    |  |
| 11:00（GMT+9） | 半場分數： 39–38、28–55 | 半場分數： 39–38、28–55 | 半場分數： 39–38、28–55 |                    |  |
|                |                         | 賽後數據（Todor66）     |                         | 場館：福岡國際中心 |  |